# Boosie Badazz
Torrence Hatch (Baton Rouge, 14 november 1982), beter bekend onder zijn artiestennaam Boosie Badazz (voorheen Lil Boosie), is een Amerikaanse rapper. 

## Biografie
Hatch begon in de jaren 1990 met rappen als lid van het hiphopcollectief Concentration Camp en streefde uiteindelijk in 2000 een solocarrière na met het uitbrengen van zijn debuutalbum Youngest of da Camp. Vervolgens tekende hij bij Pimp C's Trill Entertainment en bracht zijn tweede studioalbum For My Thugz (2002) uit. Hatch heeft dertien solo-albums uitgebracht, evenals zeven gezamenlijke albums en 44 mixtapes.
In 2009 werd Hatch veroordeeld tot vier jaar gevangenisstraf wegens drugs- en wapenbeschuldigingen. In 2010 werd hij aangeklaagd voor moord met voorbedachten rade, en werd hij ook veroordeeld tot tien jaar gevangenisstraf op grond van meerdere aanklachten wegens drugsbezit met de bedoeling deze te verspreiden. In 2012 werd hij niet schuldig bevonden aan moord. Na vijf jaar gevangenisstraf te hebben uitgezeten wegens drugsbeschuldigingen, werd Hatch op 5 maart 2014 vervroegd vrijgelaten.

## Discografie
Studioalbums
- Youngest of da Camp (2000)
- For My Thugz (2002)
- Bad Azz (2006)
- Superbad: The Return of Boosie Bad Azz (2009)
- Incarcerated (2010)
- Touch Down 2 Cause Hell (2015)
- BooPac (2017)
- Badazz 3.5 (2019)
- Goat Talk (2019)
- In House (2020)
- Goat Talk 3 (2021)
- Heartfelt (2022)
- Lines for Valentines (2023)